# Shoqán Valijánov

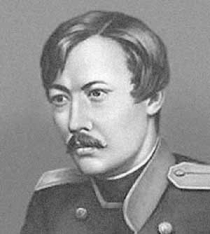
Retrato de Valijánov, anterior a 1865.

Shoqán Shynghysuly Valijánov o Waliján (en kazajo: Шоқан Шыңғысұлы Уәлихан, en ruso: Чокан Чингисович Валиханов, Chokán Chinguísovich Valijánov), nacido Mujamed Qanapiya (en kazajo: Мұхаммед Қанапия) fue un investigador, etnógrafo, historiador y participante kazajo en El Gran Juego. Es considerado como el padre de la historiografía y etnografía kazaja moderna. La Academia de Ciencias de Kazajistán lleva su nombre. 

## Biografía

### Infancia

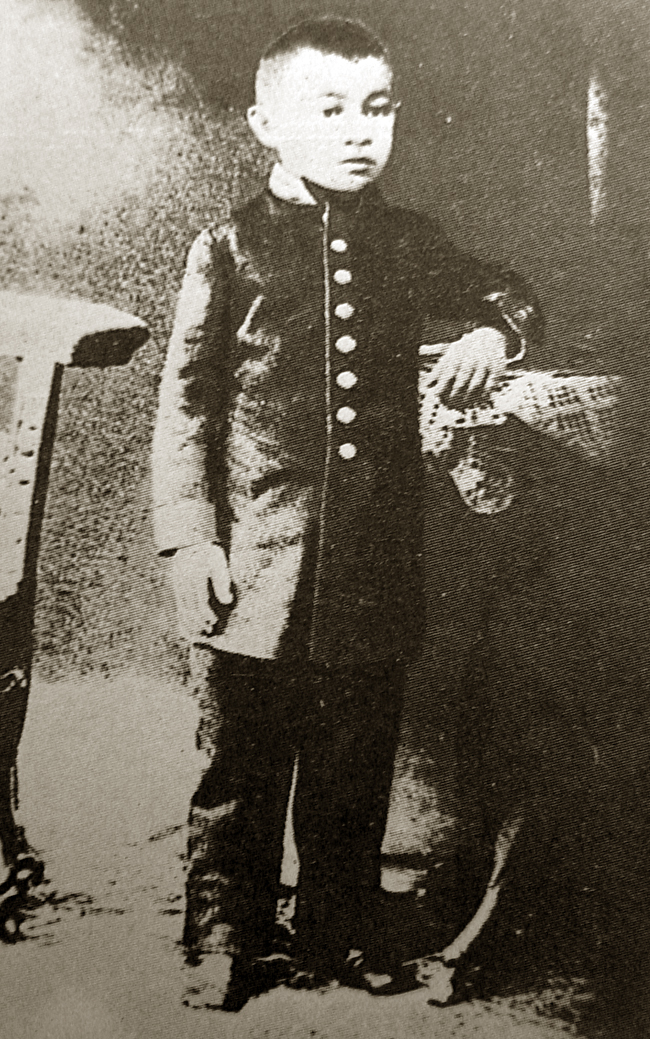
Valijánov a los 12 años de edad (1847), al ingresar en el Cuerpo de Cadetes de Siberia.

Valijánov nació en noviembre de 1835 en el fuerte de Kushmurun (Kuntimes), en el entonces recientemente formado distrito de Amán-Karagái del óblast de Omsk del Imperio ruso (actual distrito de Sarykol de la provincia de Kostanay de Kazajistán). Shoqán, de familia chinguísida (descendientes  de Gengis Kan), era un descendiente de cuarta generación del kan del Jüz mediano Ablai Khan. La familia de Valijánov era muy respetada por el gobierno ruso y su padre fue nombrado a lo largo de su vida seis veces Sultán mayor del distrito de Kushmurun, asistente kazajo para la mesa de frontera, fue promovido a coronel y fue nombrado Sultán mayor del distrito de Kokshetau.
Pasó su infancia en la yurta tradicional de su padre, Chinguis, que se ocupó de la educación temprana de su hijo, ingresándolo en 1842 (a los seis años) en una pequeña escuela privada (o maktab) que le proporcionaría una educación seglar. Aquí iniciaría su aprendizaje de la escritura árabe, del persa, del kazajo y de su idioma nativo, el chagatai, que se usaba como la lingua franca de Asia Central en aquella época. Por el rango de su padre, Shoqán podía conocer a poetas, akynes y pintores y conocer su obra, lo que facilitó el desarrollo de un gran amor por las creaciones populares orales y musicales kazajos, así como por el dibujo. Sus primeras lecciones en ese campo, las recibiría de los topógrafos rusos que visitaban el distrito de Amankaragái (Kushmurún). El dibujo del paisaje agudizaba su sentido de la observación y conservó el hábito de representar lo que había a su alrededor el resto de su vida.
A edad temprana Shoqán se trasladó desde casa de su padre a la finca de su abuela paterna Aiganym, Syrymbet. Ésta lo enrolaría en el Cuerpo de Cadetes de Siberia, sito en Omsk, en 1847, donde conocería tanto la literatura rusa como la inglesa. Compartiría aula con Grigori Potanin, con quien le uniría una gran amistad. La amistad con el maestro de su escuela Gonsevski, que estimaba el talento de Valijánov, le dio acceso a una biblioteca que incluía a los etnógrafos y orientalistas Alekséi Liovshin, Pável Nebolsin, Alexander von Humboldt, Jean-Pierre Abel-Rémusat o Julius Klaproth. Durante su estancia en Omsk, tendría su primer contacto con Fiódor Dostoyevski. Con frecuencia, Valijánov visitaba con amigos la finca familiar en Syrymbet, como el poeta Serguéi Dúrov. En 1852, a petición del orientalista Iliá Berezin, Valijánov escribiría el artículo Los yarlıq del kan Toqtamish, considerado su primera obra científica. El 8 de noviembre de 1853, Shoqán finalizó sus estudios en Omsk y pasó a ser oficial del Ejército Imperial Ruso, con el grado de corneta. Tras graduarse, Valijánov viajó por gran parte de Asia Central a finales de la década de 1850.

### Vida adulta

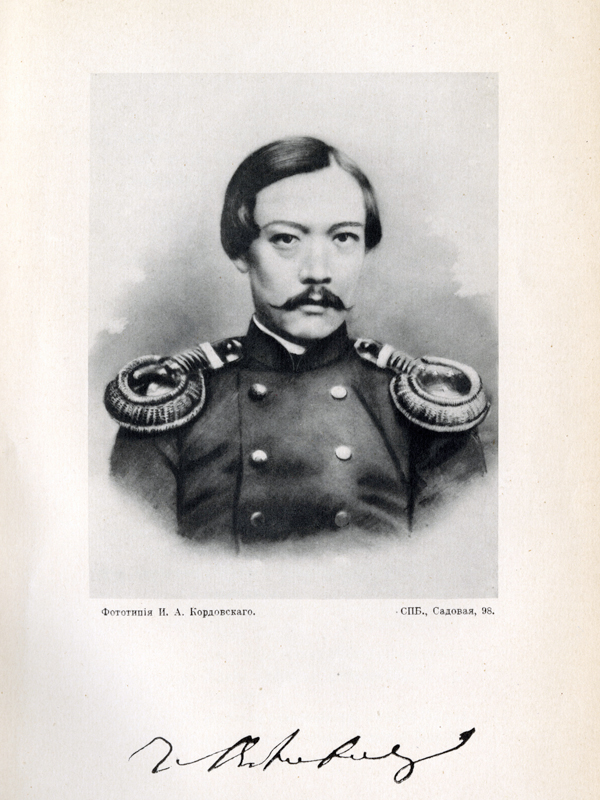
Retrato de Valijánov durante su estancia en San Petersburgo, 1860.

Sus obras combinan la exploración geográfica con la inteligencia militar. Comenzó a trabajar como asistente del gobernador general de Siberia Occidental Gustav von Hasfordt, haciendo funciones de secretario e historiógrafo de la gobernación, lo que le daba acceso a toda la documentación. Su primera expedición con éxito fue en 1855-56 a la región del lago Issyk-Kul, Zhetysu y Kokand. A continuación fue llamado en 1857 a la capital imperial, San Petersburgo, para informar, y allí sería elegido para la Sociedad Geográfica Rusa.
En junio de 1858, Valijánov inició la expedición que le daría fama a lo largo de Europa y lo haría entrar en las páginas de la historia. Usando como cobertura para las intenciones geopolíticas de la misión una caravana de 43 hombres, 65 caballos y 101 camellos, atravesó la frontera china sin levantar sospechas y llegó a Kasgar en octubre del mismo año. Durante el siguiente medio año, Valijánov tomaría notas meticulosas sobre las principales ciudades, realizando mapas, y señalando las principales mercancías en los bazares, las lenguas usadas y sus costumbres.
Valijánov puso fin a la expedición en abril de 1859 al incrementarse las sospechas sobre ella. Regresó a San Petersburgo, donde se convertiría en un personaje fijo de la vida social e intelectual durante su corta estancia (1860-primavera de 1861). El joven Valijánov era un firme defensor de la Occidentalización y era crítico con la influencia del Islam en su hogar. Según el etnógrafo Nikolái Yádrintsev, para Valijánov la vida occidental suponía un "nuevo Corán de vida".
En primavera de 1861, enfermó de tuberculosis y tuvo que dejar San Petersburgo, regresando a su estepa natal con el ánimo de recuperarse. Nunca regresaría a la capital, pese a sus planes (comentados en sus cartas a Dostoyevski) y sus frecuentes problemas de salud le impedirían avanzar en su carrera, como en su intención de trabajar en la Oficina del Gobernador General de Siberia Occidental (sita en Tobolsk), como su padre. Su solicitud para ser designado Sultán mayor en 1862 fue denegada por el gobernador general Aleksandr Duhamel por su estado de salud.
En 1863, Valijánov reunió materiales sobre las prácticas judiciales kazajas, como parte de un proyecto gubernamental delegado en él por Duhamel y que se publicarían en el Memorándum sobre la Reforma de la Justicia de 1864. Ese mismo año sería nombrado asistente del coronel Mijaíl Cherniáyev en su conquista de Asia central. Las tropas de Cherniáyev avanzaron hacia el oeste desde el fuerte Vérnoye hacia el kanato de Kokand con la intención de atacar Aulie-Atá. Valijánov intentó encontrar una solución negociada, sin violencia, pero sin éxito. Cherniáyev obtuvo una victoria fácil y regresó a Vérnoye, mientras Valijánov se separaba de él y se trasladaba al pueblo del Sultán Tezek, sobre el río Ilí, al norte de Vérnoye. Cherniáyev quedó satisfecho con el trabajo de Valijánov y lo recomendó para una promoción.
En el pueblo del Sultán Tezek pasaría Valijánov los últimos años de su vida. Allí contrajo matrimonio con la hermana del sultán, Aisary. Durante ese tiempo Valijánov escribió cartas al general Guerásim Kolpakovski, gobernador militar del óblast de Semipalátinsk advirtiéndole de las posibilidades de revueltas musulmanas y las actividades rebeldes en la cercana Qulja. Kolpakovski tenía en gran estima a Valijánov, y le ofreció un puesto en su administración una vez su salud estuviera recuperada.
Sin embargo, Valijánov sucumbió a su enfermedad el 10 de abril de 1865, a los 29 años de edad. Fue enterrado en el cementerio de Kochén-Tugán en la actual provincia de Almatý. El arqueólogo y orientalista Nikolái Veselovski, que publicó un compendio de sus obras en 1904, afirmó que la corta vida de Valijánov había significado un "meteorito relumbrante a través del campo de los estudios orientales".

## Valijánov y Dostoyevski

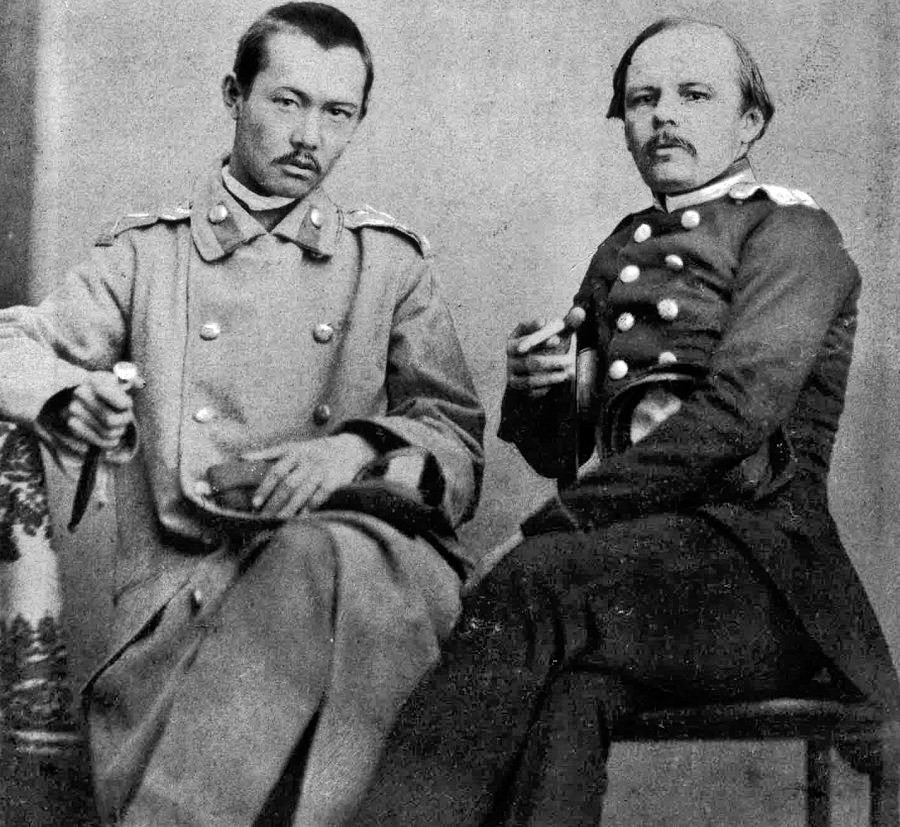
Valijánov y Dostoyevski en Semipalátinsk, 1858.

Durante su estancia en Omsk, Fiódor Dostoyevski conoció a Valijánov. En la opinión de Dostoyevski, Valjánov era una persona intrépida y brillante, investigador y etnógrafo y un folclorista con talento. En su correspondencia, los dos intelectuales admitían su gran cariño y admiración mutuos.
Cuando Dostoyevski servía en Semipalátinsk, se encontró de nuevo con Valijánov. Los dos hombres tenían una relación cercana con el renombrado geógrafo Piotr Semiónov-Tian-Shanski y el barón A. E. Wrangel, que llegó a Semipalátinsk desde San Petersburgo para servir como fiscal del distrito. 
El 14 de diciembre de 1856, Dostoyevski escribiría a su amigo Valijánov una de sus cartas más entusiastas:
"Me escribes que me quieres. Te diré sin ceremonias que yo me he enamorado de ti. Nunca, a nadie, ni siquiera a mi propio hermano, he sentido tal atracción como siento hacia ti, y Dios sabe como esto ha llegado a pasar. Uno podría decir mucho para explicarlo, pero porque iba a alabarte! Y tú me creerás en mi sinceridad incluso sin pruebas, mi querido Vali-kan, e incluso si uno escribiera diez libros sobre este asunto, uno no escribiría nada: el sentimiento y la atracción es inexplicable."
Fiódor Dostoyevski, 14 de diciembre de 1856, Semipalátinsk.
Hay una estatua de Valijánov y Dostoyevski en la ciudad kazaja de Semey, junto al museo local sobre Dostoyevski.

## Principales obras
Valijánov produjo muchos artículos y libros dedicados a la historia y la cultura de Asia Central. Una lista breve:
- El Turquestán Chino y Dzungaria. Valijánov y otros viajeros rusos, Los Rusos en Asia Central. Londres: Edward Stanford, 1865.
- Restos de chamanismo entre los kazajos.
- Acerca de los campamentos de los nómadas kazajos.
- Los kazajos.

Valijánov también compiló poesía épica, como Kozy-Korpesh - Bayan-Sulu, así como la que el denominó la Ilíada de la Estepa, la Épica de Manás.
El informe de Valijánov de su viaje a Kasgar en 1858-59 sigue siendo un valioso relato de la situación en Xinjiang tras la invasión de la región por Wali Kan y poco antes de la revuelta musulmana de la década de 1860.

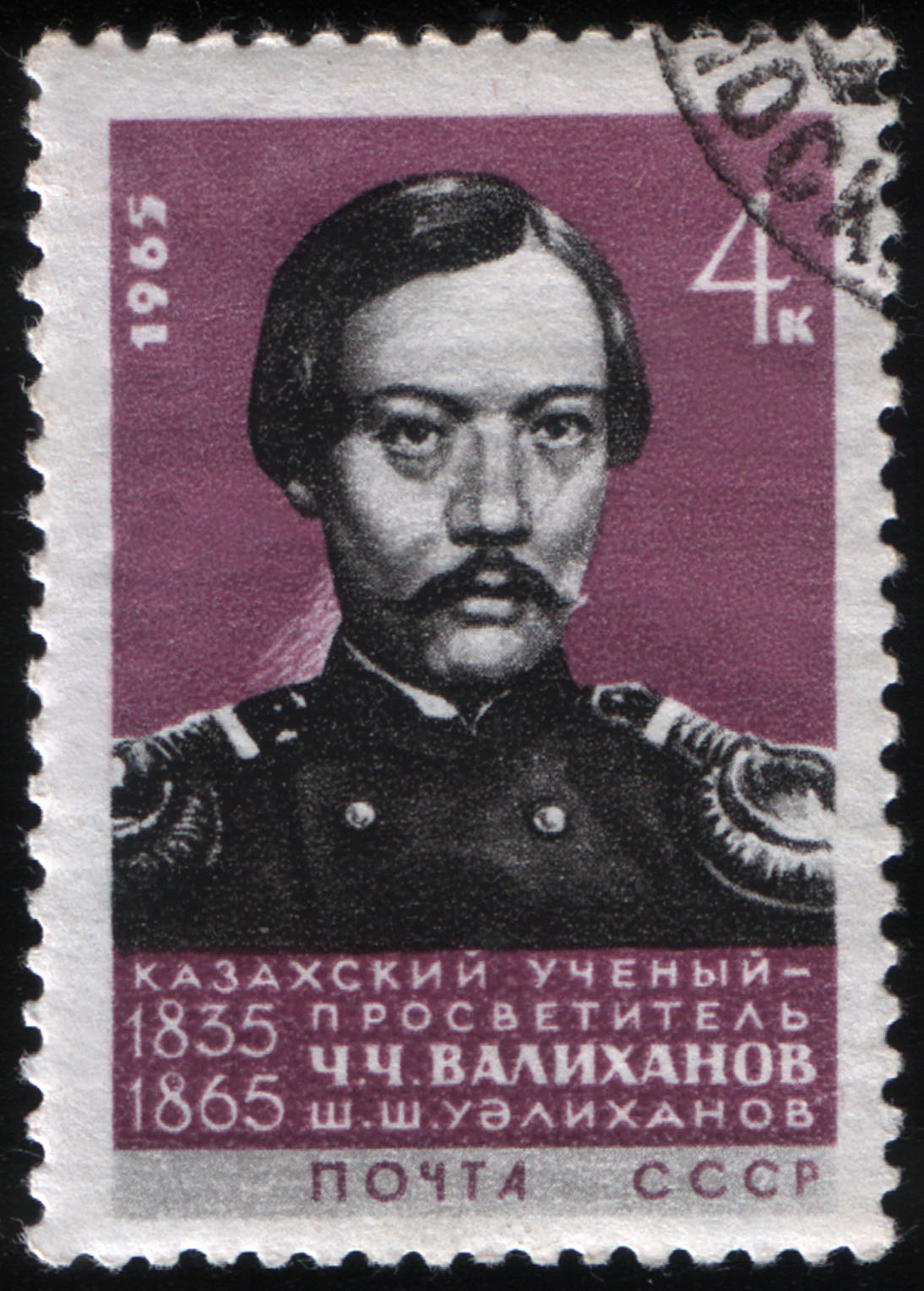
Sello soviético de 1965 en homenaje a Valijánov.
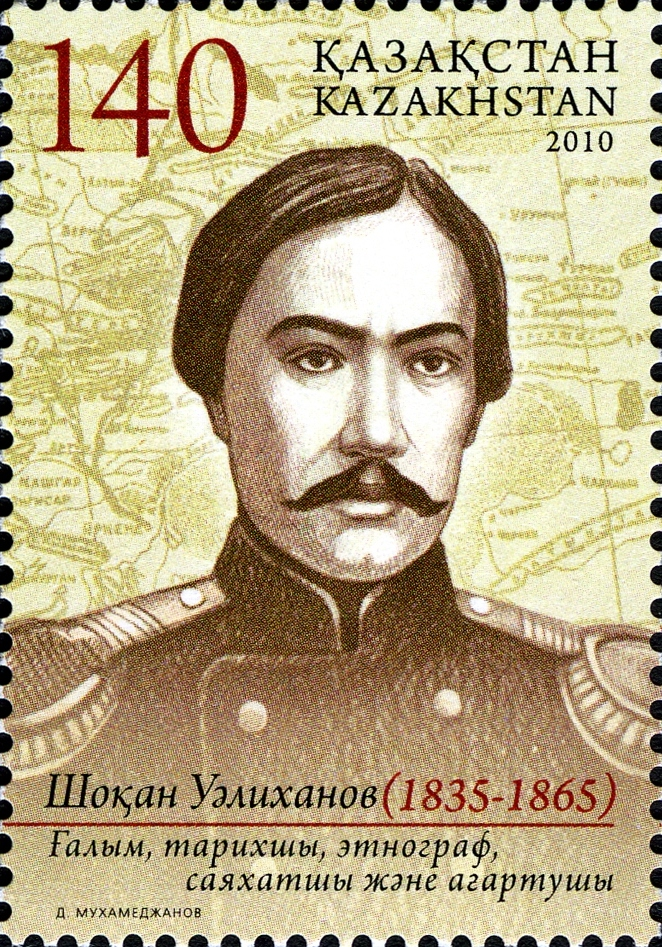
Sello kazajo de 2010 en homenaje a Valijánov.
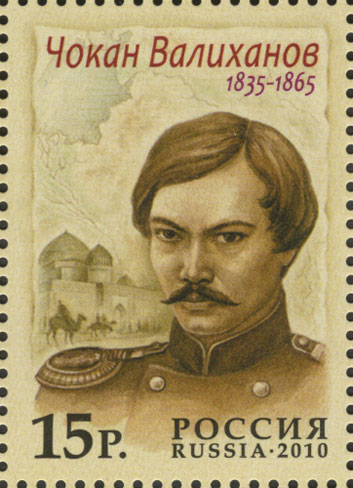
Sello ruso de 2010 en homenaje a Valijánov.